# Jalan Pasteur
Jalan Pasteur (vroeger: Pasteurweg) is een straat in Bandung, de hoofdstad van Indonesische provincie West-Java. De straat is een belangrijke doorgangsweg en een van de uitvalswegen naar Jakarta. Aan de weg is ook hete Pasteur Instituut, nu Bio Farma, gelegen. De weg is vernoemd naar Louis Pasteur.